# San Jacinto (Pangasinan)
San Jacinto is een gemeente in de Filipijnse provincie Pangasinan op het eiland Luzon. Bij de laatste census in 2007 had de gemeente bijna 36 duizend inwoners.

## Geografie

### Bestuurlijke indeling
San Jacinto is onderverdeeld in de volgende 19 barangays:
| - Awai - Bolo - Capaoay - Casibong - Imelda - Guibel - Labney - Magsaysay - Lobong - Macayug | - Bagong Pag-asa - San Guillermo - San Jose - San Juan - San Roque - San Vicente - Santa Cruz - Santa Maria - Santo Tomas |

## Demografie
San Jacinto had bij de census van 2007 een inwoneraantal van 35.591 mensen. Dit zijn 2.833 mensen (8,6%) meer dan bij de vorige census van 2000. De gemiddelde jaarlijkse groei komt daarmee uit op 1,15%, hetgeen lager is dan het landelijk jaarlijks gemiddelde over deze periode (2,04%).